# Ивановка (Александрийская городская община)
Ивановка (укр. Іванівка) — село в Александрийской городской общине Александрийского района Кировоградской области Украины
Население по переписи 2001 года составляло 188 человек. Почтовый индекс — 28040. Телефонный код — 5235. Код КОАТУУ — 3520382102.